# Hl. Familie (Weiherhammer)

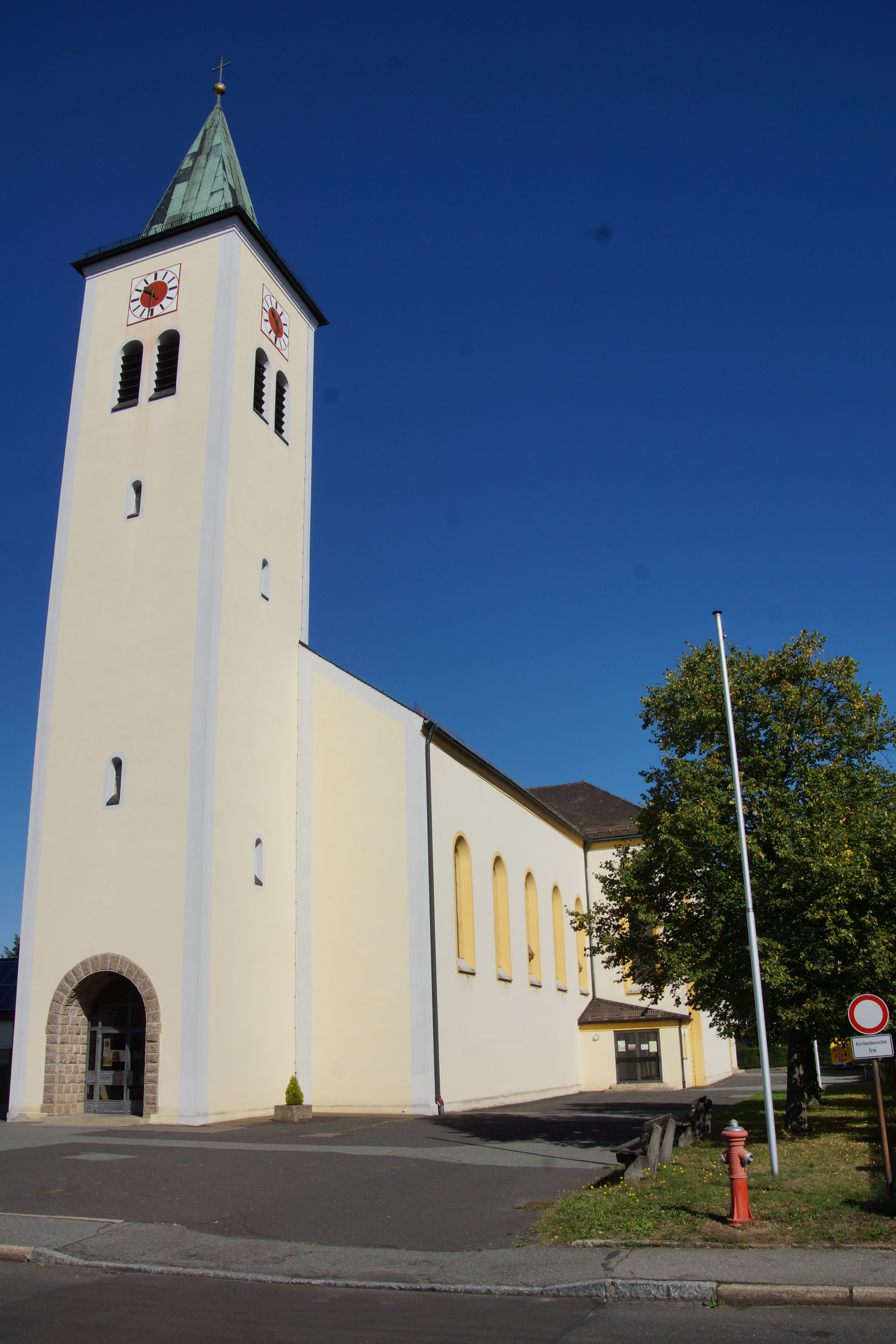
Kirche Hl. Familie in Weiherhammer

Die römisch-katholische Pfarrkirche Hl. Familie ist die Hauptkirche der oberpfälzischen Gemeinde Weiherhammer sowie der „Pfarrgemeinde Hl. Familie Weiherhammer“.

## Geschichte
Durch den Kölner Vergleich vom 22. Februar 1652 zwischen Herzog Christian August von Sulzbach und dem Pfalzgrafen Philipp Wilhelm von Neuburg wurde in Pfalz-Sulzbach das Simultaneum eingeführt, also die Gleichwertigkeit der katholischen und evangelischen Konfession und die gemeinsame Nutzung aller Kirchen. Bei der Gründung Weiherhammers war die Simultankirche  St. Dionysius in Neunkirchen bei Weiden für beide christlichen Konfessionen zuständig. Wegen des kürzeren Weges gingen die Bewohner aber zumeist in die Simultankirche St. Peter und Paul nach Mantel.
Angeblich beginnt die Geschichte einer eigenen Kirche in Weiherhammer mit einer bronzenen Glocke, welche die Hüttenarbeiter des Eisenwerkes Weiherhammer bei einem Regensburger Glockengießer 1758 in Auftrag gegeben haben. Diese Glocke wurde im Dachgeschoss der Eisengießerei aufgehängt und diente zum Einläuten der Arbeitszeiten, wurde aber auch für Notfälle benutzt (Feuer, Todesfall, Kriegsgefahr). Beim Neuaufbau des Hochofengebäudes 1798 wurde auch ein kleiner Kapellenbau errichtet. Diese „Barbarakapelle“ befand sich im Besitz der Bruderschaft und später des königlichen Hüttenamtes. 1809 wurde mit Zustimmung des bayerischen Königs Maximilian I. Joseph aus der ehemaligen Münze von Amberg ein Altar und ein Altarstein für die Kapelle gestiftet, die Ausstattung mit Betstühlen fand 1817 aus Mitteln des Hüttenvolkes statt. Auch die Glocke von 1758 wurde hier aufgehängt. Diese wurde nach dem Abriss der Kapelle in einem hölzernen Glockenturm in Beckendorf angebracht und hat dann den Weg auf den Turm der Aussegnungshalle von Weiherhammer gefunden. Diese dem hl. Florian geweihte Glocke enthält die Inschrift „Johann Georg Kissner goß mich in Statt am Hoff“ sowie ein Bild mit der schmerzhaften Mutter Gottes mit sieben Schwertern.
Nach etlichen Querelen (der Pfarrer von Neunkirchen wollte einen Kirchenneubau in Weiherhammer wegen des vermuteten Rückgangs der Spenden der Hüttenarbeiter verhindern) wurde die Kapelle 1814 mit Genehmigung der Diözese Regensburg von dem Pfarrer von Kaltenbrunn eingeweiht und fortan wurde hier viermal im Jahr von dem Kaltenbrunner Pfarrer eine Messe zelebriert. 1840 wurde die Kapelle profaniert und als Eisenmagazin verwendet, die Kirchenrequisiten wurden 1852 der Kirchenverwaltung von Parkstein überlassen. Abgebrochen wurde der Bau erst 1908, aber der zugesagte Neubau ließ auf sich warten.
Erst am 28. Mai 1908 wurde ein „Kath. Kirchen- und Krippenbauverein Weiherhammer e.V.“ gegründet und dafür Geld gesammelt. Es entstanden jedoch Zwistigkeiten wegen des Platzes, an dem die Kirche errichtet werden sollte. Erst 1932 konnte man sich für einen Bauplatz in der Dorfmitte von Weiherhammer entscheiden. Am 3. Juli 1932 wurde im Rahmen einer Volksmission der Grundstein für die Kirche gelegt, am 30. Oktober 1932 erfolgte die Benediktion durch den Dekan von Weiden und am 2. Juli 1933 wurde sie von Bischof Michael Buchberger eingeweiht. Im Hochaltar wurden Reliquien der Heiligen Aurelius, Justinus, der Cölestina aus Metz und der Maxima eingesenkt. Der Bischof war über die Kirche nicht sehr erbaut, er bemängelte, dass die Kirche keinen Mittelgang habe, der Altarraum im Vergleich zu dem Kirchenschiff zu klein ausgefallen sei und statt eines Turmes nur ein Dachreiter auf der Kirche angebracht war, zudem fehle ein Pfarrhof. Der aufkommende Nationalsozialismus und der Zweite Weltkrieg verhinderten aber den weiteren Ausbau der Kirche.
Erst 1955 wurde wieder ein Kirchenbauverein gegründet und es wurden Verhandlungen mit der Finanzkammer der Diözese aufgenommen. Mit der Planung der Kirche wurde der Münchener Architekt Karl Dressel beauftragt. Am 1. April 1957 machte der Pfarrkurat Josef Bauer den ersten Spatenstich zur Erweiterung der Kirche und übergab die Bauausführung an die Firma Josef Riepl aus Regensburg. Ein Teil der alten Kirche (Turm, Altarraum und Sakristei) wurde abgebrochen, aber bereits am 8. Dezember 1957 konnte die Kirche vorerst von dem Domkapitular Kuffner geweiht werden, wobei die eigentliche Segnung durch Erzbischof Michael Buchberger am 6. September 1958 erfolgte.

## Baulichkeit
Die Kirche ist in Kreuzform nach romanischen Vorbildern mit Langschiff, Querschiff und dreiseitig geschlossener Apsis gestaltet. Der Bau ist eine Saalkirche mit einem Flachsatteldach. Zwischen Längs- und Querschnitt ist eine Sakristei eingebaut. Der Kirchturm wird mit einem Spitzhelm abgeschlossen. Fenster und Türen weisen an die Romanik erinnernde Rundbögen auf. Die Kirche besitzt eine Länge von 48,5 m, das Querschiff eine Breite von 10 m. Die Höhe bis zur gewölbten Hängedecke beträgt 10 m, der Turm ist 40 m hoch.

## Ausstattung

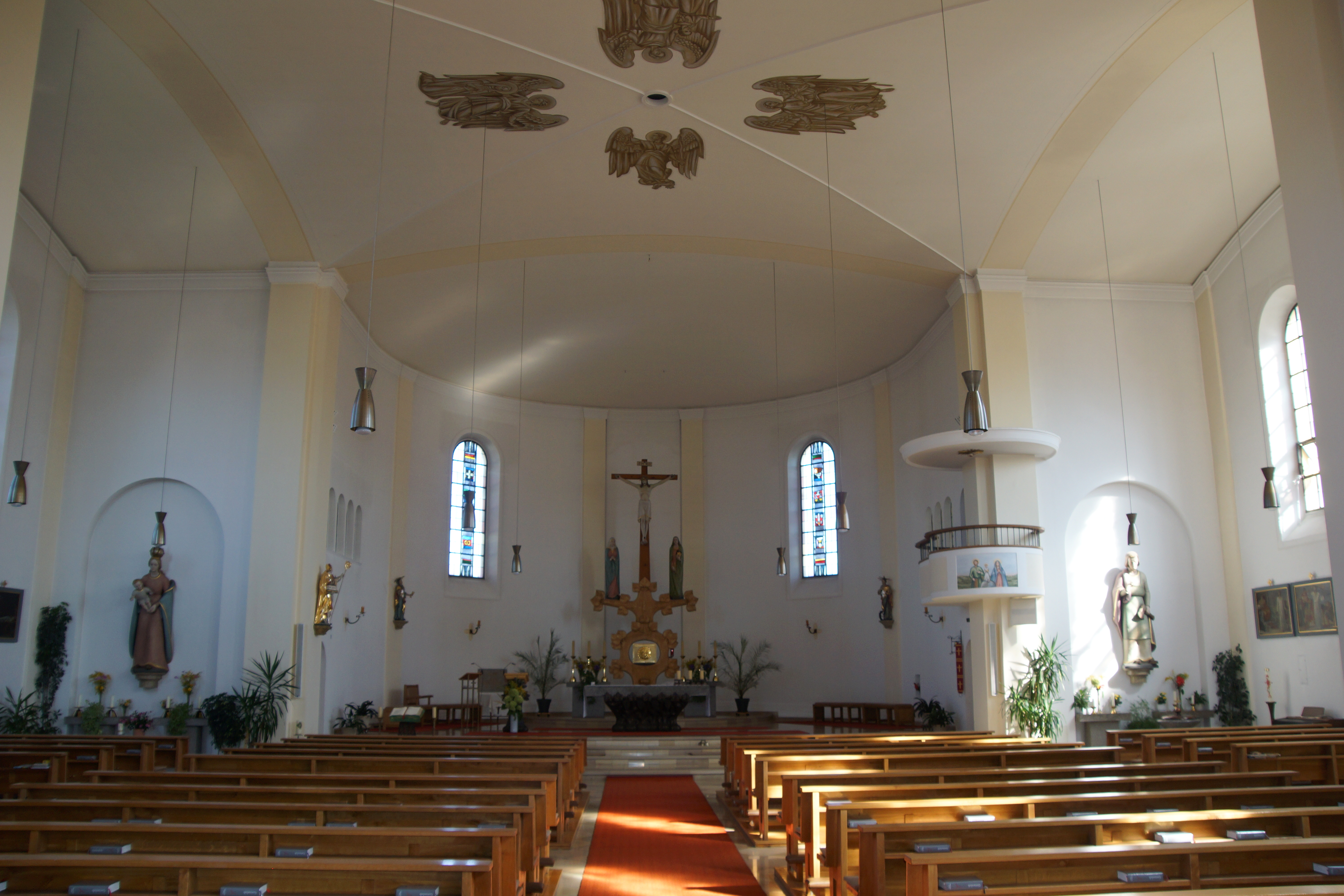
Kircheninneres der Kirche Hl. Familie in Weiherhammer

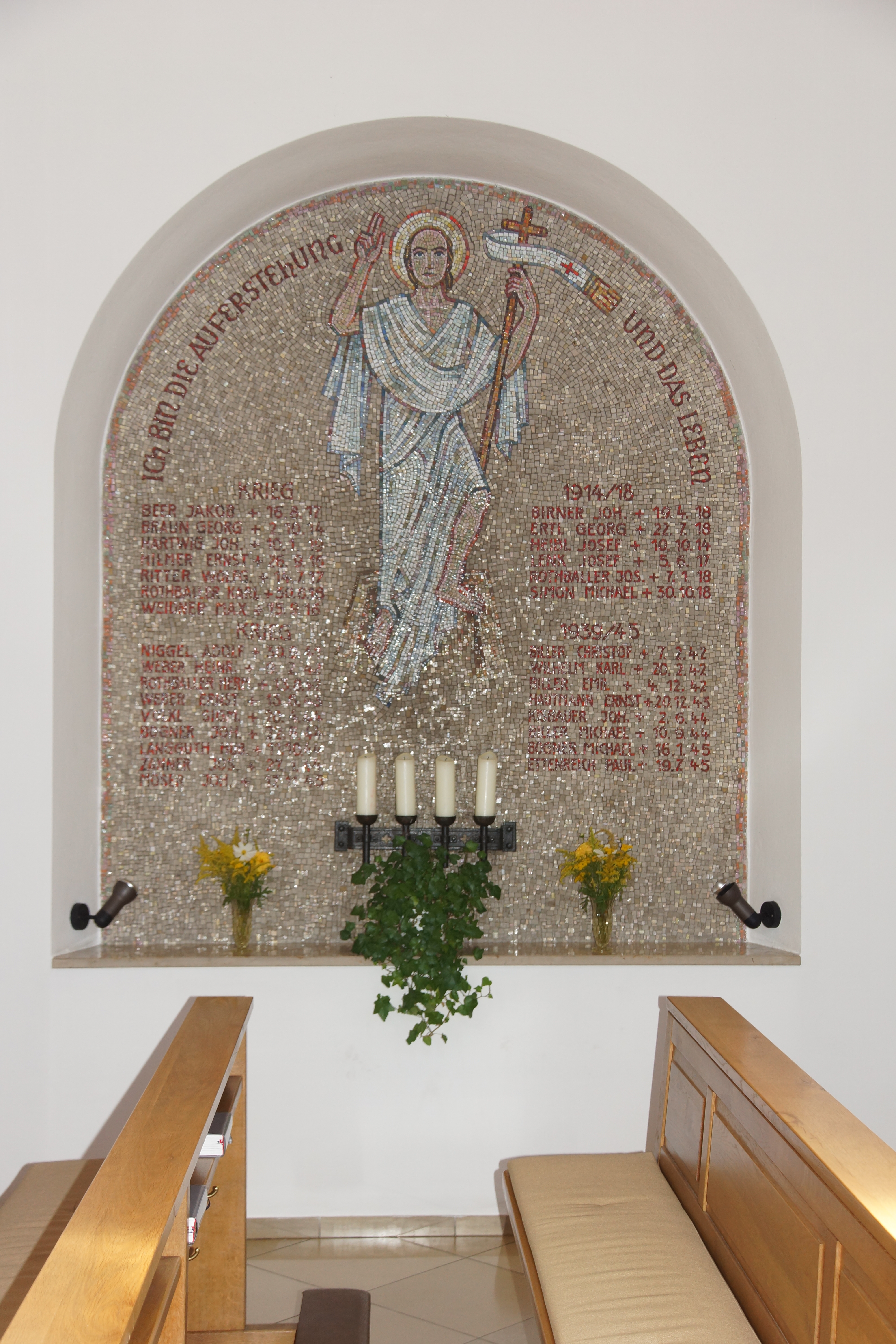
Kriegergedächtnisstätte in der Kirche von Weiherhammer

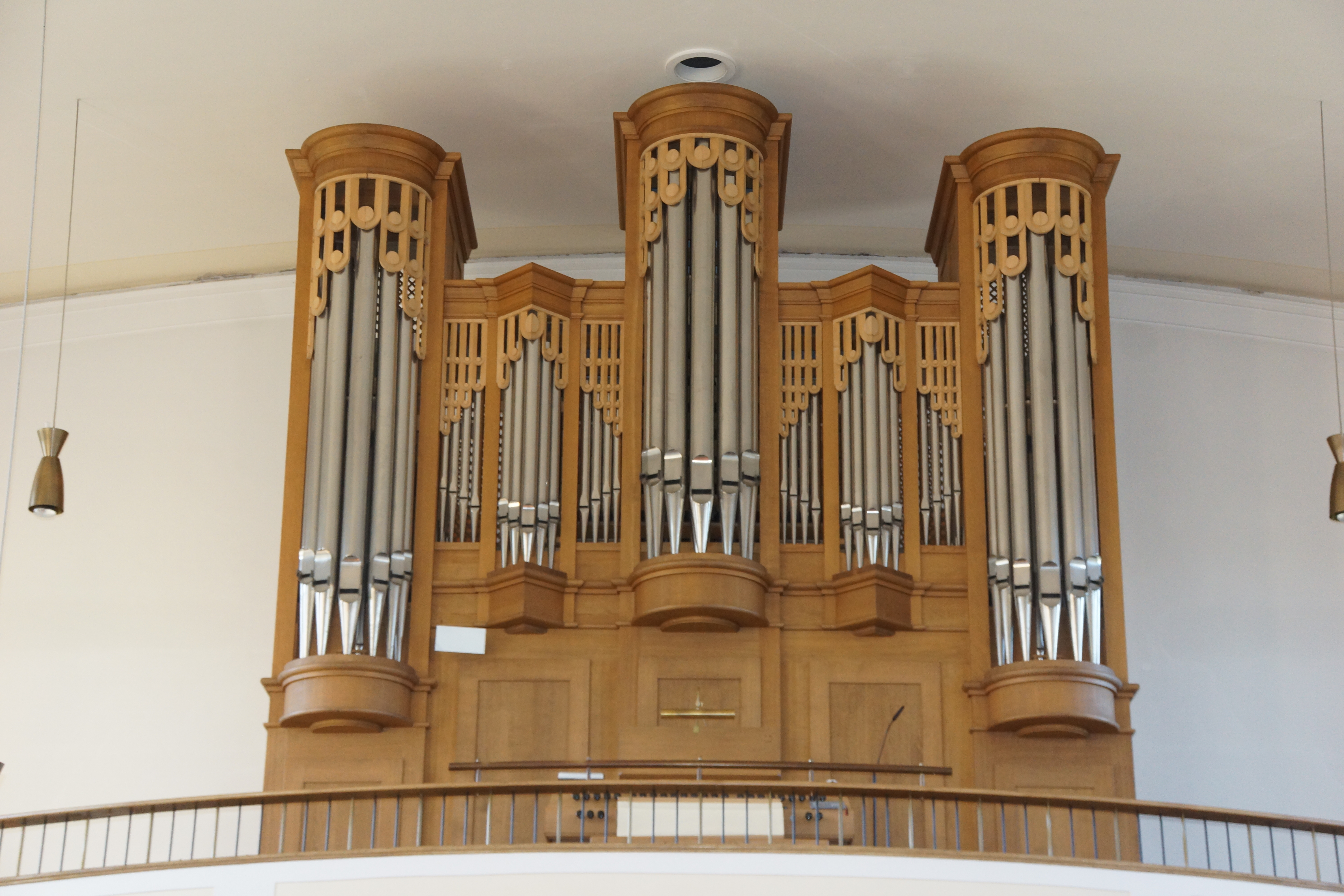
Orgelprospekt in der Kirche von Weiherhammer

Die Kirche von 1933 war sehr spärlich ausgestattet. Zwei Barockaltäre wurde aus Altbeständen gekauft. Der Hauptaltar enthielt eine Darstellung der Heiligen Familie, daneben waren Figuren der hl. Barbara und der hl. Katharina aufgestellt. Der Seitenaltar enthielt eine Muttergottes mit Kind. Beide Altäre wurden während des Zweiten Weltkrieges entfernt und sind nicht mehr auffindbar, die beiden Heiligenfiguren blieben hingegen erhalten. 1943 fertigte der Bildhauer Martini aus Regensburg einen neuen Hauptaltar mit einer Kreuzigungsgruppe und einen neuen Seitenaltar mit einer geschnitzten Darstellung der Heiligen Familie. Der Kunstmaler Platzek aus Regensburg hat über dem Altar die Heilige Familie mit vier Engeln in Freskotechnik aufgemalt. Dieses Werk wurde 1963 übertüncht, erhalten blieben nur die Bildnisse der vier Engel. 1963 gestaltete der Bildhauer Max Scheler aus Altenthann für den linken Seitenaltar eine zwei Meter große Marienfigur mit Jesuskind und 1965 für den rechten Seitenaltar eine große Josefsstatue.
Von den 20 Fenstern haben vier eine künstlerische Ausgestaltung erfahren. Das linke Apsidenfenster zeigt die Symbole für Glaube, Hoffnung, Liebe und eheliche Treue, das rechte die für Klugheit, Gerechtigkeit, Tapferkeit und Mäßigung. Im linken Mittelfenster des Querschiffes werden die Tugenden der Eltern (Vorbild, Frömmigkeit, elterliche Fürsorge und Nächstenliebe), im rechten die der Kinder (Ehrfurcht, Liebe, Gehorsam und Dankbarkeit) dargestellt. In einer Seitennische rechts im Langhaus wurde 1948 eine Kriegergedenkstätte für die Gefallenen des Ersten und des Zweiten Weltkrieges mit einer Mosaiktafel aller Gefallenen aus Weiherhammer errichtet. 1933 stiftete der Lehrer Josef Schmidt ein barockes Muttergottesbild, das dem spanischen Maler Bartolomé Esteban Murillo zugeschrieben wird. Es war als Hochzeitsgeschenk einer Freiin von Hirschberg 1870 an die Familie Schmidt gekommen. Es war 1963 in einem Abstellraum abgestellt, wurde aber 1980 wiederentdeckt, restauriert und in der Kirche neu aufgestellt.
Eine erste Innenrenovierung fand 1984/85 statt, eine zweite 2007.

## Glocken
In der Kirche befinden sich vier Glocken, 1961 von der Glockengießerei Hofweber gegossen und von Weihbischof Josef Hiltl im gleichen Jahr eingeweiht. Es sind dies die Glocken „Heiligste Dreifaltigkeit“ (1500 kg, Ton d‘), „Heilige Familie“ (900 kg, Ton f‘), „Mariä Verkündigung“ (600 kg, Ton g‘) und „Heilige Barbara“ (350 kg, Ton b‘). Eine weitere Glocke „Heiliger Joseph“ (100 kg, Ton fis‘) stammt noch aus dem alten Turm und wurde vor dem Einschmelzen im Zweiten Weltkrieg verschont.